# Live! (album de Status Quo)
Pour les articles homonymes, voir Liste des albums intitulés Live et Live!.
Albums de Status Quo
Blue for You
(1976) Rockin' All Over the World
(1977)
Live! est le premier album en public du groupe de rock anglais Status Quo. Il est sorti le 1er mars 1977 sur le label Vertigo Records et a été produit par le groupe.

## Historique
Ce double-album a été enregistré en public, avec l'aide du studio mobile Rolling Stones à l'Apollo Theatre de Glasgow en Écosse du 27 au 29 octobre 1976.
Il a atteint la troisième place dans les charts britanniques où il a été classé pendant 14 semaines. Il atteindra aussi cette troisième place en Allemagne. Il a été certifié disque d'or en Allemagne, au Royaume-Uni et en France.
Curieusement sa réédition en 2005 (remastérisée numériquement par Dave Thompson, label Mercury Records) propose un ordre différent des titres, en fait un retour à celui originel des concerts, mais sans aucun titre bonus. La réédition 2014 sera plus généreuse, proposant quatre compact-disc, dont deux qui couvrent l'album original, plus un enregistré en 1976 à Tokyo et un enregistré en 1974 à Sydney.
Cet album peut être considéré comme un tournant dans la carrière du groupe car dès l'album suivant, Status Quo adoucira sa musique pour lui donner un son plus "pop", notamment avec des claviers plus présents et en laissant la production à un producteur extérieur (le groupe produisait ses albums depuis 1972).

## Liste des titres (version originale)
Face 1
| No | Titre                    | Auteur                        | de l'album                    | Durée |
| -- | ------------------------ | ----------------------------- | ----------------------------- | ----- |
| 1. | Intro / Junior's Wailing | Kieran White, Martin Pugh     | Ma Kelly's Greasy Spoon, 1970 | 5:21  |
| 2. | Backwater / Just Take Me | Alan Lancaster / Rick Parfitt | Quo, 1974                     | 8:08  |
| 3. | Is There a Better Way    | Lancaster, Francis Rossi      | Blue for You, 1976            | 4:27  |
| 4. | In My Chair              | Rossi, Robert Young           | non-album single, 1970        | 4:05  |

Face 2
| No | Titre                          | Auteur                 | de l'album         | Durée |
| -- | ------------------------------ | ---------------------- | ------------------ | ----- |
| 5. | Little Lady / Most of the Time | Parfitt / Rossi, Young | On the Level, 1975 | 6:47  |
| 6. | Forty Five Hundred Times       | Parfitt, Rossi         | Hello!, 1973       | 16:45 |

Face 3
| No | Titre                     | Auteur                                         | de l'album                        | Durée |
| -- | ------------------------- | ---------------------------------------------- | --------------------------------- | ----- |
| 7. | Roll Over and Lay Down    | Rossi, Parfitt, Lancaster, John Coghlan, Young | Hello!, 1973                      | 5:58  |
| 8. | Big Fat Mama              | Parfitt, Rossi                                 | Piledriver, 1972                  | 5:13  |
| 9. | Caroline / Bye Bye Johnny | Rossi, Young / Chuck Berry                     | Hello!, 1973 / On the Level, 1975 | 12:51 |

Face 4
| No  | Titre                                  | Auteur                                | de l'album         | Durée |
| --- | -------------------------------------- | ------------------------------------- | ------------------ | ----- |
| 10. | Rain                                   | Parfitt                               | Blue for You, 1976 | 4:33  |
| 11. | Don't Waste My Time                    | Rossi, Young                          | Piledriver, 1972   | 4:10  |
| 12. | Roadhouse Blues (Reprise de The Doors) | Morrison, Manzarek, Krieger, Densmore | Piledriver, 1972   | 14:14 |

## Musiciens
Status Quo
- Francis Rossi : guitares, chant (titres 4, 5, 7, 9, 11), chœurs
- Rick Parfitt : guitares, chant (titres 5, 6, 8, 10), chœurs
- Alan Lancaster : basse, chant (titres 1, 2, 3, 9, 12), chœurs
- John Coghlan : batterie, percussions.

Musiciens additionnels
- Robert Young : harmonica sur Roadhouse Blues
- Andy Bown : claviers

## Charts et certifications
Charts
| Pays                                 | Durée du classement | Meilleur classement | Date              |
| ------------------------------------ | ------------------- | ------------------- | ----------------- |
| Allemagne (GfK Entertainment)        | 31 semaines         | 3e                  | 15 avril 1977     |
| Autriche (Ö3 Austria Top 40)         | 8 semaines          | 20e                 | 15 mai 1977       |
| Écosse (Scottish Album Chart)        | 1 semaine           | 85e                 | 14 septembre 2014 |
| Nouvelle-Zélande (RMNZ Albums Top40) | 2 semaines          | 40e                 | 8 mai 1977        |
| Pays-Bas (MegaCharts)                | 10 semaines         | 7e                  | 5 mars 1977       |
| Royaume-Uni (UK Albums Chart)        | 14 semaines         | 3e                  | 13 mars 1977      |
| Suède (Sverigetopplistan)            | 6 semaines          | 9e                  | 11 mars 1977      |

Certifications
| Pays        | Certification | Ventes    | Date         |
| ----------- | ------------- | --------- | ------------ |
| Allemagne   | Or            | 250 000 + | 1978         |
| France      | Or            | 100 000 + | 1978         |
| Royaume-Uni | Or            | 100 000 + | 25 mars 1977 |